# Dactylocladius mercieri
Dactylocladius mercieri är en tvåvingeart som först beskrevs av Jean-Jacques Kieffer 1923.  Dactylocladius mercieri ingår i släktet Dactylocladius och familjen fjädermyggor.
Artens utbredningsområde är Frankrike. Inga underarter finns listade i Catalogue of Life.